# Октябрьская (Крыловский район)
Октябрьская — станица в Крыловском районе Краснодарского края.
Административный центр Октябрьского сельского поселения.
Население (2021) — 11 319 жителя.

## География
Станица расположена в степной зоне, в 14 км западнее районного центра — станицы Крыловская.
В станице протекает «Максимова» балка.

## История
Станица основана в 1870 году, как поселок Михайловский, в 1906 году населённый пункт был преобразован в станицу Новомихайловскую.
К 1901 году в хуторе Михайловском насчитывалось 225 дворов с населением 1345 человек коренных жителей и 467 иногородних жителей. В этом же году хуторские сборы от 30 сентября и 4 ноября вновь стали ходатайствовать о преобразовании хутора в станицу, их поддержал Кисляковский станичный сбор 30 декабря 1901 года. Но решение было принято только через 5 лет. К тому времени (на 1 января 1905 года) в хуторе проживали 733 мужчины и 837 женщин казачьего сословия, а также 609 человек иногородних жителей, существовало 429 казачьих паевых наделов. В хуторе имелось: кирпичная церковь, сторожка, здание правления (после установления советской власти — здание Новомихайловского сельского Совета), пожарный обоз, 4 лошади для общественной почты, одна тачанка, одна линейка, здание начальной школы, дом для священника, дом для псаломщика.
Решением общего присутствия Кубанского областного правления от 31 октября 1906 года хутор Новомихайловский был преобразован в станицу Новомихайловскую.
В августе 1914 года началась империалистическая война. Мужская часть населения была мобилизована на фронт.
По окончании Гражданской войны Советская власть на Кубани установилась в марте восемнадцатого года. В ноябре-декабре двадцать первого года, у нас, как и на всей территории Кубани, был образован местный сельский совет.
За период непрекращающихся войн станичные хозяйства пришли в упадок и к 1921 году большая часть хлеборобов начала объединяться.
В 1921 году образовалось первое коллективное хозяйство-коммуна «Смело». Возглавил её красный партизан казак Андрей Романович Танага. В коммуну вошли преимущественно беднота поселка железнодорожной станции Крыловская. Коммуна была небольшая — до 20 семей.
24 июля 1963 года, в связи со сплошной застройкой станицы Новомихайловской и хутора Октябрьского, по решению Краснодарского краевого Совета депутатов получила общее название станица Октябрьская.

## Население
| 1979   | 2002    | 2010    | 2021    |
| ------ | ------- | ------- | ------- |
| 10 235 | ↗11 460 | ↘11 252 | ↗11 319 |

## Транспорт
В станице находится железнодорожная станция Крыловская СКЖД. Ежедневно следуют электропоезда Ростов — Тихорецк, Тихорецк — Ростов.
Ежедневно курсирует автобус назначением «Октябрьская — Крыловская» и «Крыловская — Октябрьская».
Рядом со станицей проходит федеральная автомобильная дорога М4 «Дон».

## Образование
В станице располагаются 4 школы: МБОУ СОШ № 5 имени Якова Павловича Сторчака, МБОУ СОШ № 6 имени Юрия Васильевича Кондратюка, МБОУ СОШ № 7 имени Ивана Ивановича Охрименко, МБОУ СОШ № 30 имени Героя Советского Союза Константина Тимофеевича Першина.

## Культура
На данный момент в станице Октябрьской осуществляют работу три Дома Культуры: СДК «Октябрь», МБУК СДК «Октябрьский», СДК «Авангард».